# Euchilichthys dybowskii
Euchilichthys dybowskii är en fiskart som först beskrevs av Vaillant 1892.  Euchilichthys dybowskii ingår i släktet Euchilichthys och familjen Mochokidae. IUCN kategoriserar arten globalt som livskraftig. Inga underarter finns listade i Catalogue of Life.